# Новополь (Донецкая область)
Новополь (укр. Новопіль) — село на Украине, находится Волновахском районе Донецкой области.

## История

### Российская империя
Немецкая колония Нейфельд (Neufeld; Новополе; Новополье; в настоящее время — село Новополь) основана на территории, входящей сейчас в состав Украины, в 1888 году поселенцами немецкой национальности, евангелическо-лютеранского вероисповедания. Административно колония находится в Мариупольском уезде, Майорской волости (в период Российской империи), в Старо-Керменчикском (Больше-Янисольском) районе (в советское время до Второй мировой войны), в Волновахском районе Донецкой области Украины (по настоящее время).
Численность жителей не превышала нескольких сотен человек и в разные периоды составляла: 192 (в 1897 году), 150 (в 1905 году), 145 (в 1910 году), 172 (в 1914 году), 122 (в 1918 году по неофициальным данным), 354 (в 1924 году), 350 (в 1990 году), 253 (по переписи населения в 2001 году).
Селение было застроено кирпичными домами, соединёнными с кирпичными хозяйственными строениями (для содержания домашних животных), имело ток, амбары, кузницу, школу, магазин.

### СССР
В ранний советский период, до Великой Отечественной войны, жители колонии Новополь входили в состав колхоза имени Димитрова.
В 1937 году много взрослых мужчин, живущих в колонии Новополь, были арестованы, обвинены в участии в контрреволюционной фашистской повстанческо-вредительской организации и в том, что они вели подготовку к вооружённому восстанию в тылу Красной армии на момент объявления войны одним из фашистских государств и вели вредительскую деятельность в колхозе. В 1938 году были расстреляны, как минимум, следующие жители колонии Новополь:
1. Шефер Яков Адамович (род. 26.01.1885);
2. Коос Яков Корнеевич (род. 27.02.1914);
3. Клю Яков Христианович (род. 24.12.1910);
4. Рейхерт Генрих Иванович (род. 09.05.1904);
5. Калиновский Ефрем Петрович (род. 1900);
6. Коос Фердинанд Яковлевич (род. 17.03.1893);
7. Кригер Яков Яковлевич (род. 03.03.1891);
8. Абенд Пётр Петрович (род. 1914);
9. Ганцвик Иван Карлович (род. 1910);
10. Кох Отто Иванович (род. 26.03.1910);
11. Трапп Август Августович (род. 01.12.1906);
12. Трапп Яков Яковлевич (род. 18.08.1893);
13. Рейхерт Эдуард Иванович (род. 11.04.1911);
14. Миллер Христиан Теодорович (род. 21.12.1912);
15. Шнарк Александр Петрович (род. 05.04.1906);
16. Шитц Филипп Готлибович (род. 31.10.1887);
17. Шемяков Дмитрий Фёдорович (род. 31.08.1892);
18. Шефер Яков Фридрихович (род. 31.01.1907);
19. Эберли Яков Егорович (род. 07.03.1910);
20. Энгельке Фридрих Валентинович (род. 1904)[5].

«Настал 1941 год. В середине сентября к нам из Володарска прибыла команда из 12 человек. Обошли село, предупредили жителей — мужчин с 16 лет и до 70 лет, что они мобилизуются на военное строительство. Списки этого возраста в сельсовете уже были готовы. К 9 часам утра все немцы этого возраста были построены и пешим строем отправлены в Володарск. Больше мы их уже не видели. Остались в селе старики, женщины и дети. Было страшно. Каждую ночь несли патрульную службу в селе. Надо было убирать хлеб, возить на станцию Розовку хлебозаготовку. На токах оставалось много хлеба. Все, кто мог — работали. В конце сентября к нам в село снова прибыла команда НКВД. Опять обошли все дворы, сообщили немецкому населению, чтобы те к утру были готовы к эвакуации на восток. Каждой семье выделяли бричку или арбу. Им разрешили брать с собой всё, что можно погрузить на подводу: продукты, одежду, постель и др. Ночью резали свиней, солили, но это не каждый смог сделать. К утру все подводы были погружены, и они выехали на дорогу. Я помог семье Кистнера погрузиться и провожал их до станции Мариуполь. Там выгрузили всех прямо в вагоны-теплушки. Это было насильственное переселение, депортация, когда сотни тысяч немцев были объявлены „врагами народа“ и „пособниками фашистов“, „подпольными шпионами и диверсантами“ и брошены в уральские леса, сибирскую тайгу, снежные пустыни Северного Казахстана. И только спустя 30 лет, 3-го ноября 1972 года, специальным указом Президиум Верховного Совета СССР постановил „Снять ограничения в выборе места жительства“. За время длительного отсутствия немцев в Донбассе их дома, как и имущество, были или конфискованы государством, или разграблены и разрушены или заселены новыми жильцами. Компенсацию они не получали. Сейчас общая численность немецкого населения Донецкой области составляет 12 тысяч человек. До войны их было в 10 раз больше. По переписи в 1998 году в нашем, Великоновоселовском районе, проживало 145 немцев».
Незначительному количеству немцев удалось избежать депортации. Самая старая, на сегодняшний день, жительница села Новополь, примерно 80-ти лет, осенью 2011 года рассказала, что её семья переехала в село Новополь на жительство практически сразу после депортации немцев — осенью 1941 года и в селе жили 11 немцев, похоже, спрятались в землянках (она сказала, что эти немцы показывали ей свои землянки). По словам жительницы, эти немцы покинули село Новополь в 1943 году с немецкими войсками, отступающими под натиском наступающей советской армии. На этом событии практически закончилась история колонии Нейфельд, как немецкого населённого пункта на территории Украины.

## Современное состояние
Современные жители села Новополь помнят немецкое происхождение данного населённого пункта, например, говорят, что немцы называли село «Нафиль» (очевидно, что это искажённое временем и памятью звучание наименования Нейфельд, Neufeld). В настоящее время единственным вещественным напоминанием о немецком происхождении колонии Новополь является планировка улиц населённого пункта: в виде строгого прямоугольника с параллельным расположением улиц. Фактически остался только один кирпичный дом, построенный немецкими поселенцами, не претерпевший значительных перестроек (современный владелец дома рассказал, что в доме была видна надпись фамилии бывшего немецкого владельца и год, возможно, год постройки: Корф или Кох; 1909). Кирпичное здание школы, построенной немцами, использовалось по назначению как минимум до 80-х годов, но в настоящее время полностью разобрано (со слов современных жителей селения). Кирпичное здание, расположенное напротив школы, использовалось в позднее советское время в качестве клуба (со слов современных жителей селения), а в настоящее время не используется — нет окон: видно качество постройки, кирпича, доступен для обзора один из хозяйственных подвалов дома. Сохранилась уличная чугунная водяная колонка с лейкой в виде пасти животного, располагавшаяся рядом со школой — не действует. Не сохранились здания кузницы, тока, амбаров. Бывшее немецкое кладбище колонии Новополь оказалось, в позднее советское время, практически в центре населённого пункта: в настоящее время полностью заросло деревьями; каменные обрамления захоронений, располагавшихся в несколько рядов, разрушены; металлические кресты с могил сданы в металлолом в 90-х годах (со слов современных жителей селения).
В настоящее время село Новополь содержит относительно много нежилых домов и неиспользуемых хозяйственных построек в разной степени разрушения, пустоши в местах, в которых ранее располагались жилые дома и хозяйственные постройки. Нет школы (детей, до десяти человек, возят в школу в другой населённый пункт на школьном автобусе). Асфальтовые дороги в пределах населённого пункта в плохом состоянии. Нет тротуаров.

## Местная власть
85500, Донецкая обл., Волновахский р-н, пгт Великая Новосёлка, ул. Пушкина, 32.